# Wolfgang Stribrny
Wolfgang Stribrny (* 16. Juni 1935 in Gelnhausen; † 29. September 2011 in Bad Sobernheim) war ein deutscher Historiker.

## Leben und Wirken
Wolfgang Stribrny ist Nachkomme böhmischer Exulanten und Sohn eines Militärarztes. Er wurde in Hessen geboren, wuchs aber in Frankfurt an der Oder auf. Von 1956 bis 1963 studierte er in Göttingen und Freiburg im Breisgau Geschichte, Geographie und Politikwissenschaften. In Geschichte promoviert, die Dissertation betreute Richard Nürnberger, war Stribrny ab 1964 Studienleiter an der Evangelischen Akademie Hofgeismar und von der Berufung im Jahr 1974 bis zur Pensionierung im Jahr 1997 ordentlicher Professor für Geschichte an der Universität Flensburg.
Als Historiker erforschte er Probleme der preußischen Geschichte wie die Russlandpolitik Friedrichs des Großen, die deutsche Politik nach Bismarcks Entlassung, die Geschichte des lange Zeit zu Preußen gehörigen schweizerischen Kantons Neuenburg, die Geschichte des Johanniterordens in der Neumark oder die Geldquellen Friedrichs des Großen zur Erbauung des Schlosses Sanssouci.
Ab 1969 wirkte Stribrny als Sprecher des „Zollernkreises“ und war Rechtsritter des Johanniterordens. Stribrny war bis 2010 auch Präsident des Preußeninstitut e. V. / Zollernkreis, dessen Ziel es ist, Preußen „Gerechtigkeit widerfahren zu lassen“ und teilweise wiederherzustellen. Stribrny war ab 1988 Vorsitzender des monarchistischen Vereins Tradition und Leben und galt als Kenner der Geschichte der Hohenzollern und veröffentlichte dazu einige grundlegende Arbeiten. Gemeinsam mit den Historikern Josef Joachim Menzel und Eberhard Völker gab er (Erstdruck Mainz 1979) „Alternativempfehlungen zur Behandlung der deutsch-polnischen Geschichte in den Schulbüchern“ heraus. Mehr als dreißig Jahre war Stribrny Mitglied der Arbeitsgemeinschaft zur Geschichte Preußens (AGP).
Ab 1997 lebte er in Bad Sobernheim. Dort starb er am 29. September 2011 nach kurzer Krankheit.
Er war seit 1964 verheiratet mit Erika geb. Gilde (* 2. September 1936 in Königsberg) und hatte mit ihr drei Töchter.

## Ehrungen
- Goldenes Herz der Stadt Bad Sobernheim

## Schriften
- Die Russlandpolitik Friedrichs des Großen 1764–1786. Holzner, Würzburg 1966 (zugl. Diss.).
- Der Weg der Hohenzollern: Lebensbilder aller Kurfürsten, Könige und Kaiser aus dem Hause Brandenburg-Preussen und der wichtigen übrigen Hohenzollern. C.A. Starke, Limburg/Lahn 1981, ISBN 3-798-00695-4.
- Bismarck und die deutsche Politik nach seiner Entlassung (1890–1898). Schöningh, Paderborn 1977, ISBN 3-506-77444-1.
- Frankfurt/Oder. Porträt einer Brückenstadt. Westkreuz, Berlin/Bonn 1990, ISBN 3-922131-75-1.
- Die Könige von Preußen als Fürsten von Neuenburg-Neuchatel (1707–1848), Geschichte einer Personalunion (= Quellen und Forschungen zur Brandenburgischen und Preußischen Geschichte. Band 14). Duncker & Humblot, Berlin 1998, ISBN 3-428-09405-0.
- (gemeinsam mit Jutta Angelika Wonschik-Steege) Ein Vermächtnis: Prinz Louis Ferdinand von Preussen. Remagen 2007, ISBN 978-3-00-022789-9.